# Fleuriel
Pour les articles homonymes, voir Fleuriel (homonymie).
Fleuriel est une commune française située dans le département de l'Allier, en région Auvergne-Rhône-Alpes.
Ses habitants, au nombre de 339 au recensement de 2022, sont appelés les Fleuriélois et les Fleuriéloises.

## Géographie

### Localisation
Le village se situe dans l'ancien canton de Chantelle — depuis fin mars 2015, à la suite du redécoupage des cantons du département, la commune est rattachée au canton de Gannat — et dans la zone de production du vin AOC saint-pourçain.
À vol d'oiseau, la commune est située à 5,1 km au nord-nord-est de Chantelle, à 9,1 km à l'est-nord-est de Saint-Pourçain-sur-Sioule, à 20 km au nord de Gannat, à 25,4 km au nord-ouest de Vichy et à 34 km au sud-sud-ouest de Moulins.
Neuf communes sont limitrophes de Fleuriel :
| Voussac                            | Laféline, Le Theil   | Cesset          |
|                                    | Fleuriel             |                 |
| Deneuille-lès-Chantelle, Monestier | Fourilles, Chantelle | Chareil-Cintrat |

### Géologie et relief
Deux parties de son territoire sont boisées : le bois des Mosières, au nord, et l'extrémité de la forêt domaniale de l'Abbaye-Giverzat, au sud-ouest.

### Hydrographie
La commune est arrosée par la Veauvre, ruisseau qui se jette dans la Bouble.

### Voies de communication et transports
Le territoire communal est traversé par la route départementale 36, qui permet d'accéder à Montmarault par la RD 46 au nord-ouest de la commune, ou à Chantelle par la RD 987 au sud-est.
Elle est en outre desservie par la RD 280 reliant Monestier à Cesset.

### Climat
Pour des articles plus généraux, voir Climat d'Auvergne-Rhône-Alpes et Climat de l'Allier.
En 2010, le climat de la commune est de type climat océanique dégradé des plaines du Centre et du Nord, selon une étude du CNRS s'appuyant sur une série de données couvrant la période 1971-2000. En 2020, Météo-France publie une typologie des climats de la France métropolitaine dans laquelle la commune est dans une zone de transition entre le climat océanique altéré et le climat de montagne ou de marges de montagne et est dans la région climatique Centre et contreforts nord du Massif Central, caractérisée par un air sec en été et un bon ensoleillement.
Pour la période 1971-2000, la température annuelle moyenne est de 11 °C, avec une amplitude thermique annuelle de 16,1 °C. Le cumul annuel moyen de précipitations est de 807 mm, avec 10,4 jours de précipitations en janvier et 6,9 jours en juillet. Pour la période 1991-2020, la température moyenne annuelle observée sur la station météorologique de Météo-France la plus proche, « Chareil-Cintrat_sapc », sur la commune de Chareil-Cintrat à 4 km à vol d'oiseau, est de 11,9 °C et le cumul annuel moyen de précipitations est de 676,1 mm,. Pour l'avenir, les paramètres climatiques de la commune estimés pour 2050 selon différents scénarios d'émission de gaz à effet de serre sont consultables sur un site dédié publié par Météo-France en novembre 2022.

## Urbanisme

### Typologie
Au 1er janvier 2024, Fleuriel est catégorisée commune rurale à habitat très dispersé, selon la nouvelle grille communale de densité à 7 niveaux définie par l'Insee en 2022.
Elle est située hors unité urbaine. Par ailleurs la commune fait partie de l'aire d'attraction de Saint-Pourçain-sur-Sioule, dont elle est une commune de la couronne,. Cette aire, qui regroupe 14 communes, est catégorisée dans les aires de moins de 50 000 habitants,.

### Occupation des sols

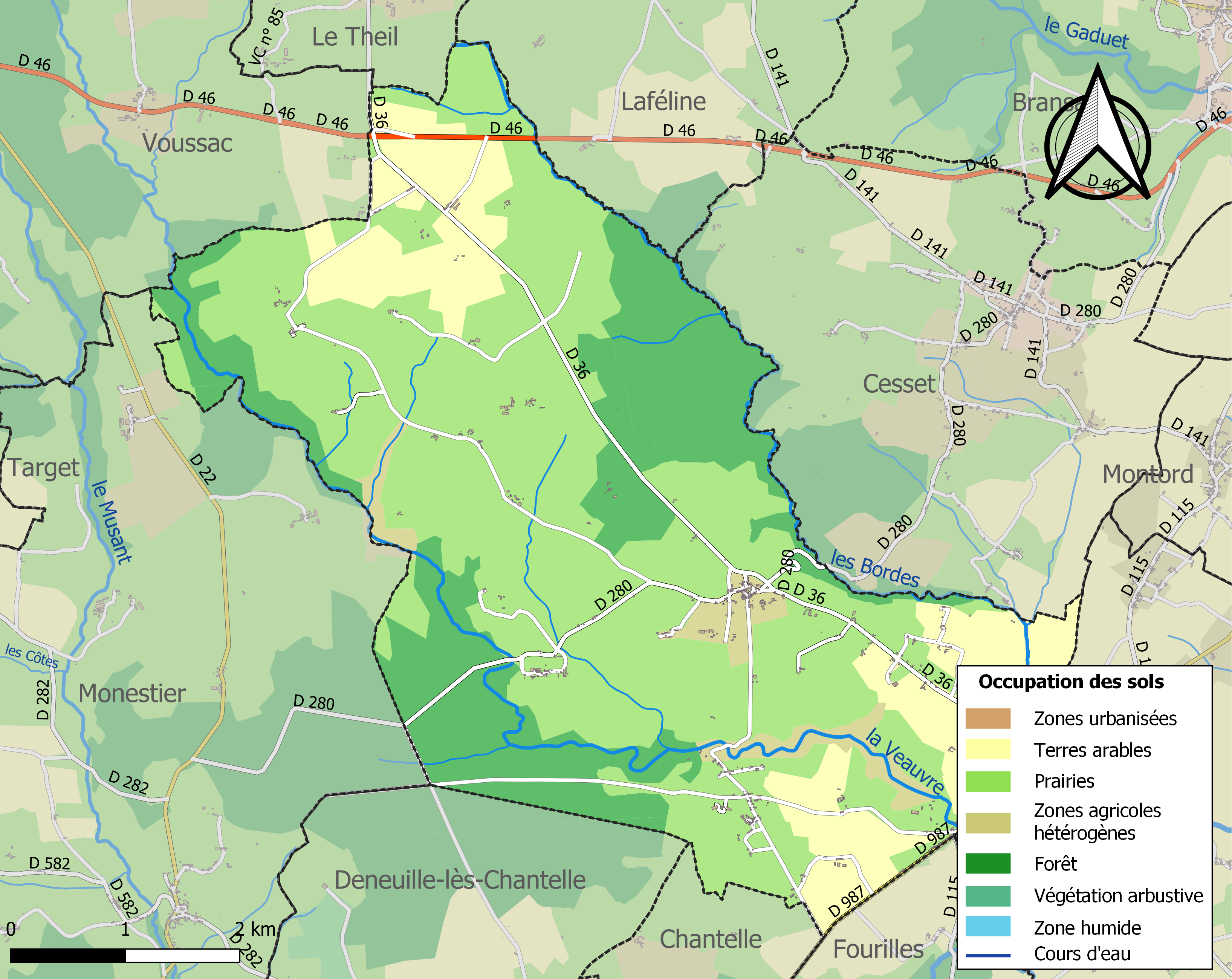
Carte des infrastructures et de l'occupation des sols de la commune en 2018 (CLC).

L'occupation des sols de la commune, telle qu'elle ressort de la base de données européenne d’occupation biophysique des sols Corine Land Cover (CLC), est marquée par l'importance des territoires agricoles (77,1 % en 2018), une proportion sensiblement équivalente à celle de 1990 (77,3 %). La répartition détaillée en 2018 est la suivante : prairies (55,5 %), forêts (22,9 %), terres arables (17,9 %), zones agricoles hétérogènes (3,7 %).
L'IGN met par ailleurs à disposition un outil en ligne permettant de comparer l’évolution dans le temps de l’occupation des sols de la commune (ou de territoires à des échelles différentes). Plusieurs époques sont accessibles sous forme de cartes ou photos aériennes : la carte de Cassini (XVIIIe siècle), la carte d'état-major (1820-1866) et la période actuelle (1950 à aujourd'hui).

## Histoire
Le village était situé sur l'un des chemins menant à Saint-Jacques-de-Compostelle au Moyen Âge (chemin de Saint-Jacques en Bourbonnais), comme le montrent la rose polylobée et le chapiteau représentant saint Jacques.
Avant 1789, la commune faisait partie de l'ancienne province du Bourbonnais issu de la seigneurie de Bourbon médiévale.

## Politique et administration

### Découpage territorial
Par arrêté préfectoral du 2 janvier 2024, la commune est retirée le 1er janvier 2024 de l'arrondissement de Moulins et rattachée à l'arrondissement de Vichy.

### Liste des maires
| Période                                  | Période                      | Identité         | Étiquette | Qualité                          |
| ---------------------------------------- | ---------------------------- | ---------------- | --------- | -------------------------------- |
| Les données manquantes sont à compléter. |                              |                  |           |                                  |
| mars 2001                                | En cours (au 8 juillet 2020) | Gérard Laplanche | DVD       | Retraité de la fonction publique |

## Population et société

### Démographie
Les habitants de la commune sont appelés les Fleuriélois et les Fleuriéloises.
L'évolution du nombre d'habitants est connue à travers les recensements de la population effectués dans la commune depuis 1793. Pour les communes de moins de 10 000 habitants, une enquête de recensement portant sur toute la population est réalisée tous les cinq ans, les populations de référence des années intermédiaires étant quant à elles estimées par interpolation ou extrapolation. Pour la commune, le premier recensement exhaustif entrant dans le cadre du nouveau dispositif a été réalisé en 2005.

En 2022, la commune comptait 339 habitants, en évolution de +0,59 % par rapport à 2016 (Allier : −1,38 %, France hors Mayotte : +2,11 %).
| 1793 | 1800 | 1806 | 1821 | 1831 | 1836 | 1841 | 1846 | 1851 |
| ---- | ---- | ---- | ---- | ---- | ---- | ---- | ---- | ---- |
| 769  | 650  | 791  | 832  | 741  | 808  | 827  | 857  | 939  |

| 1856 | 1861 | 1866 | 1872 | 1876  | 1881 | 1886 | 1891 | 1896 |
| ---- | ---- | ---- | ---- | ----- | ---- | ---- | ---- | ---- |
| 900  | 884  | 911  | 964  | 1 010 | 955  | 961  | 957  | 963  |

| 1901 | 1906 | 1911 | 1921 | 1926 | 1931 | 1936 | 1946 | 1954 |
| ---- | ---- | ---- | ---- | ---- | ---- | ---- | ---- | ---- |
| 989  | 970  | 925  | 771  | 745  | 750  | 704  | 613  | 554  |

| 1962 | 1968 | 1975 | 1982 | 1990 | 1999 | 2005 | 2006 | 2010 |
| ---- | ---- | ---- | ---- | ---- | ---- | ---- | ---- | ---- |
| 527  | 429  | 335  | 330  | 330  | 311  | 352  | 360  | 348  |

| 2015 | 2020 | 2022 | - | - | - | - | - | - |
| ---- | ---- | ---- | - | - | - | - | - | - |
| 337  | 344  | 339  | - | - | - | - | - | - |

## Économie

### Tourisme
Le village est traversé par le GR 300 venant de Cesset au nord-est et allant vers Deneuille-lès-Chantelle au sud-ouest.

## Culture locale et patrimoine

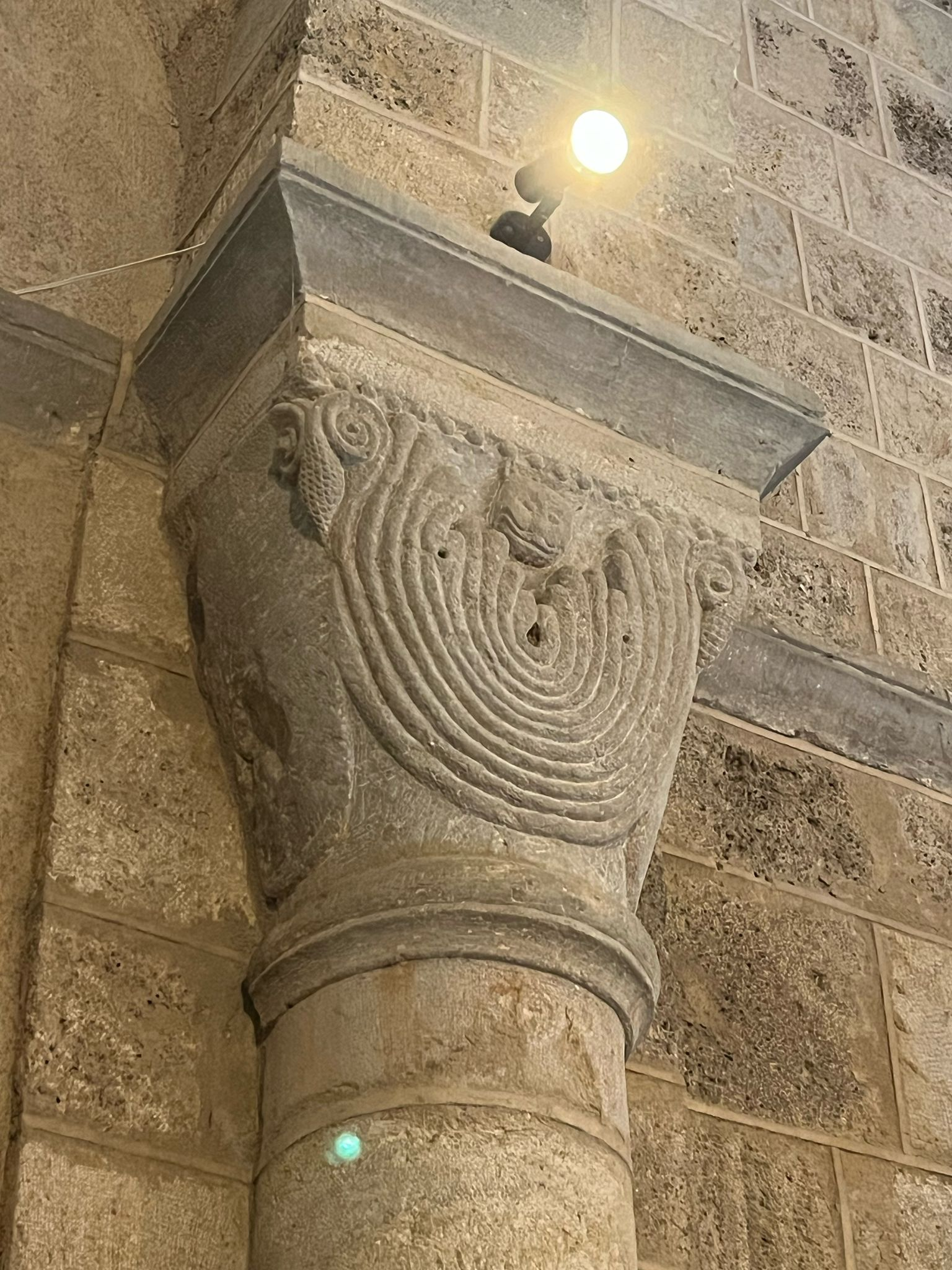
Chat dévorant des saucisses sur un chapiteau roman de l'église de Fleuriel.

### Lieux et monuments
- Église Notre-Dame, église romane du XIIe siècle de style bourguignon qui conserve un portail avec pilastres cannelés, une rose polylobée, un clocher gothique octogonal et une nef voûtée entièrement romane. L'édifice est classé monument historique le 31 mai 1954[27]. À l'intérieur de l'église, un chapiteau représente saint Jacques à la fois apôtre et pèlerin ; il serait unique au monde.
- Historial du paysan soldat. Dans l'ancien corps de ferme du Corgenay, l'Historial du paysan soldat met en exergue l'implication du monde rural dans la Grande Guerre. Dirigé par Cyrielle Danse et Florence Panciatici, son projet est à l'initiative de la communauté de communes en Pays Saint-Pourcinois associée à plusieurs partenaires. Le site a notamment obtenu les labels Pôle d'excellence rurale et celui de la Mission Centenaire. Cet établissement culturel est ouvert au public depuis le 8 mai 2016. Il accueille tous les types de public.
- Château du Colombier (milieu du XIXe siècle). Corps de logis flanqué de deux pavillons munis chacun d'une échauguette.
- Villa de la Tronçais, inscrite au titre des monuments historiques par arrêté du 18 mars 2016[28].
- château de la Tronçais
- château de la Vauvre
- château du Plaix
- maison forte de l'Attelier
- château des Eguillons

### Personnalités liées à la commune
- Émile Bourgier (1872-1957), maire de Nevers de 1912 à 1919 et député de la Nièvre de 1919 à 1924, a été maire de Fleuriel de 1930 à 1932.